# Баботки
Баботки — деревня в Руднянском районе Смоленской области России. Входит в состав Кляриновского сельского поселения. Население — 46 жителей (2007 год). 
Расположена в западной части области в 21 км к северо-востоку от Рудни, в 8 км северо-западнее автодороги Р130 Демидов - Рудня, на берегу реки Рутавечь. В 25 км южнее деревни расположена железнодорожная станция О.п. 450-й км на линии Смоленск — Витебск. 

## История
В годы Великой Отечественной войны деревня была оккупирована гитлеровскими войсками в июле 1941 года, освобождена в октябре 1943 года.